# Costanza Bonarelli
Costanza Piccolomini  (Viterbo, 1614 – Viterbo, 3 de diciembre de 1662) más conocida como Costanza Bonarelli o Bonucelli (por su matrimonio con el escultor italiano Matteo Bonucelli), fue una aristócrata y marchante de arte italiana proveniente de la noble familia sienesa Piccolomini. Es célebre por haber sido retratada por Gian Lorenzo Bernini en un busto de mármol de hacia 1636 y 1638 (Museo del Bargello, Florencia).

## La familia Piccolomini
Nacida hacia 1614, era hija de Lorenzo Piccolomini, miembro de una rama menor establecida en Viterbo de la importante familia sienesa Piccolomini. Está documentada por primera vez en Roma en 1625, a la edad de once años. Se desconoce el nombre de la madre. Aunque su padre pertenecía a una rama 'pobre' de los Piccolomini, ya que trabajaba como simple empleado, el nombre y la asociación con el clan noble fueron cruciales en la identidad de Costanza, a quien por este motivo en las fuentes siempre se la llama Signora. En su testamento llegó a dejar establecido que su herencia podía pasar a sus descendientes siempre y cuando llevaran el apellido Piccolomini.

## El matrimonio
El 15 de agosto de 1628, con motivo de la fiesta de la Asunción, Costanza recibió una dote de 45 escudos (el equivalente al alquiler anual de una casa modesta) de la Cofradía de San Roque, financiada por Giambattista Borghese, hermano del difunto papa Pablo V. En 1630 se prometió a la «solterona de Viterbo» una segunda dote (de 26 escudos y 44 baiocos) de la Cofradía de los Gonfalone. Finalmente Costanza se casó con el escultor, restaurador y marchante de arte Matteo Bonucelli (o Bonarelli) de Lucca el 16 de febrero de 1632, en su parroquia de S. Lorenzo en Lucina. El 28 de febrero se firmó la Sponsalia, es decir, el contrato de matrimonio entre Costanza, su padre y su marido Matteo. La dote se fijó en 289 escudos. En el momento de su matrimonio Costanza tenía dieciocho años y Matteo veintiocho. Se establecieron en la callejuela Scanderbeg, a los pies del Quirinal.

## La intervención con Bernini
La primera evidencia de la actividad de Mateo Bonucelli como asistente de Bernini son unos pagos fechados en 1636 por tres putti de mármol para la basílica de San Pedro, y al año siguiente unos pagos por su labor de ayudante en los trabajos para la tumba de la condesa Matilde de Canossa, también en San Pedro. Cuando Costanza y Bernini se conocieron ella era una mujer casada de 22 años y él un soltero de treinta y ocho, y en algún momento se inició una relación sentimental entre los dos. El escultor realizó entonces un busto de Costanza en mármol, conservado hoy en el museo del Bargello, que tal vez fue comenzado en 1636 pero que sin duda estaba ya acabado en octubre de 1637, cuando Fulvio Testi, amigo de Bernini, comentó en una carta al conde Francesco Fontana que era el retrato más bello jamás realizado por Gianlorenzo. Por tanto, en esa fecha la obra tenía que ser conocida y de disfrute (relativamente) público. Todo esto mientras el marido de Costanza trabajaba para Bernini en la basílica más sagrada del cristianismo.
A finales del verano de 1638 estalló el escándalo. Gianlorenzo se volvió loco de celos cuando descubrió que hermano Luigi también tenía un romance con Costanza. Su madre, Angélica Galante Bernini, relató al cardenal Francesco Barberini en una carta datable en el otoño de 1638 como su famoso hijo, creyéndose «amo del mundo», había amenazado a su hermano Luigi con una espada y le imploraba que la ayudara a calmar su ímpetu. Lo que Angélica no le contaba era cómo Gianlorenzo había intentado castigar a su infiel amante: dejarle la cara marcada por medio de un criado que simulara llevarle un regalo. El propio papa Urbano VIII respondió a la carta defendiendo a Bernini y calificándolo como «hombre raro, ingenio sublime y nacido por disposición divina y para gloria de Roma, para iluminar este siglo». Mientras tanto, Luigi escapó de Roma y se refugió en Bolonia durante aproximadamente un año. Las cortesanas fueron a menudo víctimas del crimen, algo que el jurista Prospero Farinacci describe como «atrox et grave delictum». Y Constanza fue tratada como tal, castigada (quizás por adulterio) con detención en la Domus Pia de Urbe, conocida como el monasterio de Casa Pia, mientras el criado era desterrado, Gianlorenzo multado con 3000 escudos (luego indultado), y su hermano, que no era tan importante en los designios del papa, exiliado de Roma. El 7 de abril de 1639, después de escribir una desgarradora súplica al gobernador, Constanza fue «devuelta a su marido».

## Viuda y marchante de arte
En los años siguientes Costanza compartió la casa/estudio en Scarderbeg con su marido en aparente armonía. Matteo nombró heredera universal en su testamento de 1649 a «la Señora Costanza Piccolomini mi amada esposa». Después de la muerte de Bonacelli (18 de enero de 1654) y durante el pontificado del papa sienés Alejandro VII Chigi, Costanza continuó con la actividad de éste, sobre todo como marchante de arte, con un éxito moderado. Las órdenes de pago a la viuda Bonucelli la definen siempre como «Signora Costanza», o «Costanza Piccolomini» o «Costanza scultora».
Costanza tenía una importante colección de arte que exponía en la galería del piso principal de la casa y en dos salas del piso superior. Una de sus obras de arte más famosas era el cuadro La plaga de Ashdod de Poussin, encargado por el noble siciliano Fabrizio Valguarnera en 1630. En 1665, cuando Bernini estaba en París, vio el cuadro en el palacio del duque de Richelieu y comentó que lo conocía y que deberían haberlo colgado más bajo, para ser mejor visto. Ese mismo año el duque vendió el cuadro a Luis XIV y hoy se encuentra en el museo del Louvre.

## Los últimos años
En el padrón de Pascua de 1657 se habla de Costanza Piccolomini como madre de una niña de 3 años, Olimpia Caterina Piccolomini, que, por tanto, debió haber nacido poco más de un año después de la muerte de su marido, de una Costanza ya mayor de cuarenta. Costanza hizo testamento en febrero de 1659 y añadió un codicilo tres días antes de su muerte, el 30 de noviembre de 1662. No fue inhumada junto a su marido en la cripta de la parroquia de los Santos Vincenzo y Anastasio, sino que está enterrada en la basílica de Santa María la Mayor, como lo serían 18 y 19 años después, respectivamente, Gianlorenzo y Luigi Bernini.